# Observatorio Robinson
El Observatorio Robinson (en inglés: Robinson Observatory) es un observatorio astronómico de propiedad y operado por la Facultad de Ciencias de la Universidad de Florida Central en Orlando, Florida, al sur de Estados Unidos.
Las observaciones públicas se llevan a cabo el primer y tercer miércoles de cada mes y son patrocinados por la Sociedad Astronómica la Florida Central (CFA).
El observatorio fue construido a un costo de más de $ 500.000 en 1995, con Herbert Robinson donando casi la mitad del costo total. El observatorio se le dio el nombre de Robinson a título póstumo, ocho meses después de la muerte de Herbert Robinson, el 25 de abril de 1996. 
En la década de 2000, se completó una serie de cambios y renovaciones en el observatorio. La adición más reciente fue en 2007; incluyó el servicio de internet de alta velocidad, un nuevo de telescopio, y la capacidad de operar remotamente el telescopio y la cúpula.